# ТЭЦ Полице
ТЭЦ Полице – теплоэлектроцентраль на северо-западе Польши, за полтора десятка километров на север от Щецина.
В 1937 году на востоке Германии началось строительство завода по производству синтетического топлива, который, учитывая его стратегическую важность, подвергался многочисленным бомбардировкам начиная с 1940 года. В начале 1945 года он был окончательно разрушен, а остатки оборудования были вывезены в СССР. Только в 1969 году в Полицях (которые после войны были переданы Польше) появилось новое химическое предприятие «Zakłady Chemiczne Police», построенное рядом с разрушенным немецким заводом. Для обеспечения своих энергетических потребностей оно получило свою собственную теплоэлектроцентраль, первая очередь которой (ЭС-1) имела четыре паровых котла ОР-32, которые питали три турбины — TUP-12, TUK-12, TUK-14 — с показателями 11,7 МВт, 12,1 МВт и 13,8 МВт соответственно. Кроме того, здесь смонтировали два водогрейных котла типа WR-25. Эта очередь просуществовала до середины 2010-х годов, когда паровые котлы распродали на металлолом, после чего то же самое планировалось сделать и с водогрейными.
В 1983 году запустили вторую очередь (ЭС-2), которая имела два угольных котла ОР-230 производства компании Rafako (Рацибуж) и две турбины 13UK32 мощностью по 32 МВт. Для обеспечения соответствия этого оборудования современным требованиям, в 2016 году на ТЭЦ построили установку десульфуризации.
Для удаления продуктов сгорания используют дымоход высотой 200 метров.